# Потье де Бланмениль, Рене
Рене́ Потье́ де Бланмени́ль (фр. René Potier de Blancmesnil) — французский аристократ из рода Потье; сеньор де Бланмениль и де Бурже.
Сын Никола IV Потье, президента Счётной палаты Парламента; племянник Огюстэна Потье де Бланмениля (епископа Бове и первого министра (1643)); двоюродный брат Николя Потье де Новьон. Жена — Мария де Гримувиль, дочь Луи де ла Мейере, маркиза и маршала Франции.
Советник (с лета 1636 года), затем президент первой Апелляционной палаты Парижского парламента (с 16.02.1645).
Его арест вместе с Пьером Брусселем 26 августа 1648 года спровоцировал восстание в Париже («День баррикад») и положил начало Фронде. Выступал против Мазарини и королевского двора во время Фронды.